# Pieter Maessins
Pieter Maessins (Gant, 16 de gener, 1505 - Benfeld, 16 de març de 1562), fou un compositor i organista flamenc.
Després de fer estades a Tournai (Bèlgica), Praga a la República Txeca per fi s'establí a Viena on entrà al servei de Maximilià II, i on més tard es va convertir en el mestre de capella de l'església de Notre-Dame a Courtrai, càrrec en què el 12 d'abril de 1543 fou substituït per Eustatius Barbion. No s'han trobat més dades d'aquest músic neerlandès.